# Gyrocotyle fimbriata
Gyrocotyle fimbriata är en plattmaskart som beskrevs av Watson 1911. Gyrocotyle fimbriata ingår i släktet Gyrocotyle och familjen Gyrocotylidae. Inga underarter finns listade i Catalogue of Life.